# Walter Manna Albertoni
Walter Manna Albertoni (Marília, 24 de setembro de 1940 (84 anos)) é um médico brasileiro. É membro da Academia de Medicina de São Paulo, ex-reitor da Universidade Federal de São Paulo (2009 - 2013), graduado pela Escola Paulista de Medicina (Universidade Federal de São Paulo) e professor emérito da EPM.

## Biografia
Walter Manna Albertoni nasceu no dia 24 de setembro de 1940 na cidade de Marília. Estudou o ensino básico (fundamental I, II e Ensino médio) na sua cidade natal, entrando na Escola Paulista de Medicina(Unifesp) em 1961 e se graduando em 1966. Fez residência médica em Ortopedia e Traumatologia pela mesma instituição, indo em 1975 para Paris a fim de aperfeiçoar os conhecimentos em cirurgia da mão no Institut de Chirurgie de la Main. Em 1986 terminou o doutorado pela Escola Paulista de Medicina, obtendo o título de livre-docente em 1991 e professor titular em 1993 pela mesma instituição. Além disso, criou a residência médica em cirurgia da mão no Departamento de Ortopedia e Traumatologia da EPM, utilizando as dependências do Hospital São Paulo (Hospital Universitário da Unifesp).
Albertoni foi chefe do Departamento de Ortopedia e Traumatologia da Unifesp de 2002 a 2005, pró-reitor de extensão de 2003 a 2008, presidente da Sociedade Brasileira de Cirurgia da Mão em 1985, presidente da Sociedade Sul-Americana de Cirurgia da Mão (1998-1999) e presidente da Sociedade Brasileira de Ortopedia e Traumatologia em 2005. Em 7 de março de 2012 assumiu como membro titular da Academia de Medicina de São Paulo ocupando a cadeira nº 119. Foi Reitor da Universidade Federal de São Paulo de 2009 a 2013.